# Kovariance
Kovariance je statistickou mírou lineární závislosti dvou veličin. Normovaná hodnota kovariance se nazývá korelační koeficient.

## Definice
Kovariance dvou náhodných veličin je definována jako
{\displaystyle \operatorname {cov} (X,Y)=\operatorname {E} {{\big [}(X-\operatorname {E} [X])(Y-\operatorname {E} [Y]){\big ]}},}
kde {\displaystyle \operatorname {cov} (X,Y)} značí kovarianci náhodných veličin {\displaystyle X} a {\displaystyle Y} a kde {\displaystyle \operatorname {E} [X]} značí střední hodnotu.
Pozn.: Pokud {\displaystyle X=Y}, pak {\displaystyle \operatorname {cov} (X,X)=\operatorname {Var} (X).}
Výpočet kovariance provádíme pomocí odhadu střední hodnoty ({\displaystyle \operatorname {E} [X]={\overline {x}}}, resp. {\displaystyle \operatorname {E} [Y]={\overline {y}}}):
{\displaystyle \operatorname {cov} (X,Y)=\operatorname {E} {{\big [}(X-{\overline {x}})(Y-{\overline {y}}){\big ]}}}
Hodnota kovariance může být
- {\displaystyle \operatorname {cov} (X,Y)>0}, pokud jedna náhodná veličina roste, případně klesá, spolu s druhou, což naznačuje lineární závislost ve smyslu přímé úměry.
- {\displaystyle \operatorname {cov} (X,Y)<0}, pokud jedna náhodná veličina klesá, zatímco druhá roste, což naznačuje lineární závislost ve smyslu nepřímé úměry.
- {\displaystyle \operatorname {cov} (X,Y)\doteq 0}, pokud mezi náhodnými veličinami není přímá nebo nepřímá úměrnost, což naznačuje lineární nezávislost. Neznamená to ale nezávislost ve smyslu stochastickém či kauzálním.

## Vlastnosti
Pro rozptyl součtu dvou náhodných veličin lze pak psát
{\displaystyle \operatorname {Var} (X\pm Y)=\operatorname {Var} (X)+\operatorname {Var} (Y)\pm 2\operatorname {Cov} (X,Y)}